# كريستوفر جويس
كريستوفر جويس (بالإنجليزية: Christopher Joyce)‏ هو لاعب قذف أيرلندي، ولد في 4 يناير 1992 في كورك في جمهورية أيرلندا.